# 福地弥寿子
福地 弥寿子（ふくち やずこ、? - 慶応元年閏5月20日（1865年7月12日））は、江戸時代後期の水戸藩士・福地政次郎の妻。靖国神社祭神。子に長男の勝衛門道遠、四男の信之介道忠。神名は福地弥寿子之命。

## 概要
福地政次郎の妻。元治元年（1864年）10月、夫・福地政次郎と子・勝衛門らが天狗党の乱に加わり、宍戸藩主・松平頼徳を迎えて筑波山に挙兵すると官舎に拘禁され、慶応元年（1865年）閏5月20日、幽死。維新後、靖国神社に祀られる。